# Tramwaje w Odense
Tramwaje w Odense − system komunikacji tramwajowej w duńskim mieście Odense. 

## Historia
Tramwaje w Odense uruchomiono w 1911 r. Na zlecenie miasta linię wybudowała oraz dostarczyła tabor szwedzka firma ASEA. Wybudowano dwie linie. Tramwaje w Odense zlikwidowano w 1952 r.
W 2008 r. powrócono do pomysłu budowy systemu tramwajowego, a od 2015 r. ruszyły wstępne prace przy linii z Tarup przez centrum do Hjallese. Zasadnicze roboty rozpoczęto w 2017 r. kosztem  3,6 mld koron duńskich, a start nowej linii nastąpił 28 maja 2022 r. Częstotliwość ruchu na linii to 7,5 min. w dni robocze.